# Schwules Bordell
Ein schwules Bordell, auch House of Boys oder Boy-Club genannt, ist ein Bordell, in dem sexuelle Dienstleistungen von Männern angeboten werden. 

## Geschichte
Männliche Prostitution und auch insbesondere Männerbordelle werden bereits in der griechischen und römischen Antike beschrieben. Männliche Prostitution wurde besteuert. Unter Theodosius I. wurde männliche Prostitution unter Strafe gestellt und verfolgt, die Bordelle hielten sich indessen insbesondere im Ostteil des Reiches bis weit in die byzantinische Zeit.

Thomas Swinscow, Prostituierter in der Cleveland Street

Magnus Hirschfeld stellte das Konstantinopel des frühen 19. Jahrhunderts als homosexuelle Kolonie Westeuropas dar, unter anderem Badehäuser spielten die Rolle schwuler Bordelle: 
„Ein Landsmann von ihm, auch schon seit mehr als 20 Jahren dort unten, ist Stammgast der Bäder, die auf beiden Seiten des Goldenen Horns, namentlich aber in Stambul, man kann fast sagen, historische Stätten homosexueller Vergnügungen sind. Seine Vorliebe für die Hammanns [sic!] hat Einbuße erlitten, seit unter jungtürkischem Regime die Vorschrift ergangen ist, daß die dort bedienenden Osmans und Hassans das 20. Lebensjahr erreicht haben müssen.“
Ebenso beschrieb er Männerbordelle:
„Die Ottomanische Bank war ein direktes Männerbordell, das seinen Spitznamen davon erhalten hatte, weil Prostituierte, von Homosexuellen nach ihrem Beruf gefragt, mit Vorliebe zu antworten pflegten, sie arbeiteten auf der Ottomanischen Bank, was allmählich die Bedeutung annahm, sie seien bereit, für einige Medjidies den Herrn zu begleiten.“
Ebenfalls im 19. Jahrhundert fand der Skandal in der Cleveland Street in London statt, der die Existenz schwuler Bordelle an die Öffentlichkeit des viktorianischen Großbritannien brachte. Angehörige des britischen Adels waren Kunden des Bordells, in dem insbesondere Botenjungen der Post arbeiteten.

## Heutige Ausprägungen

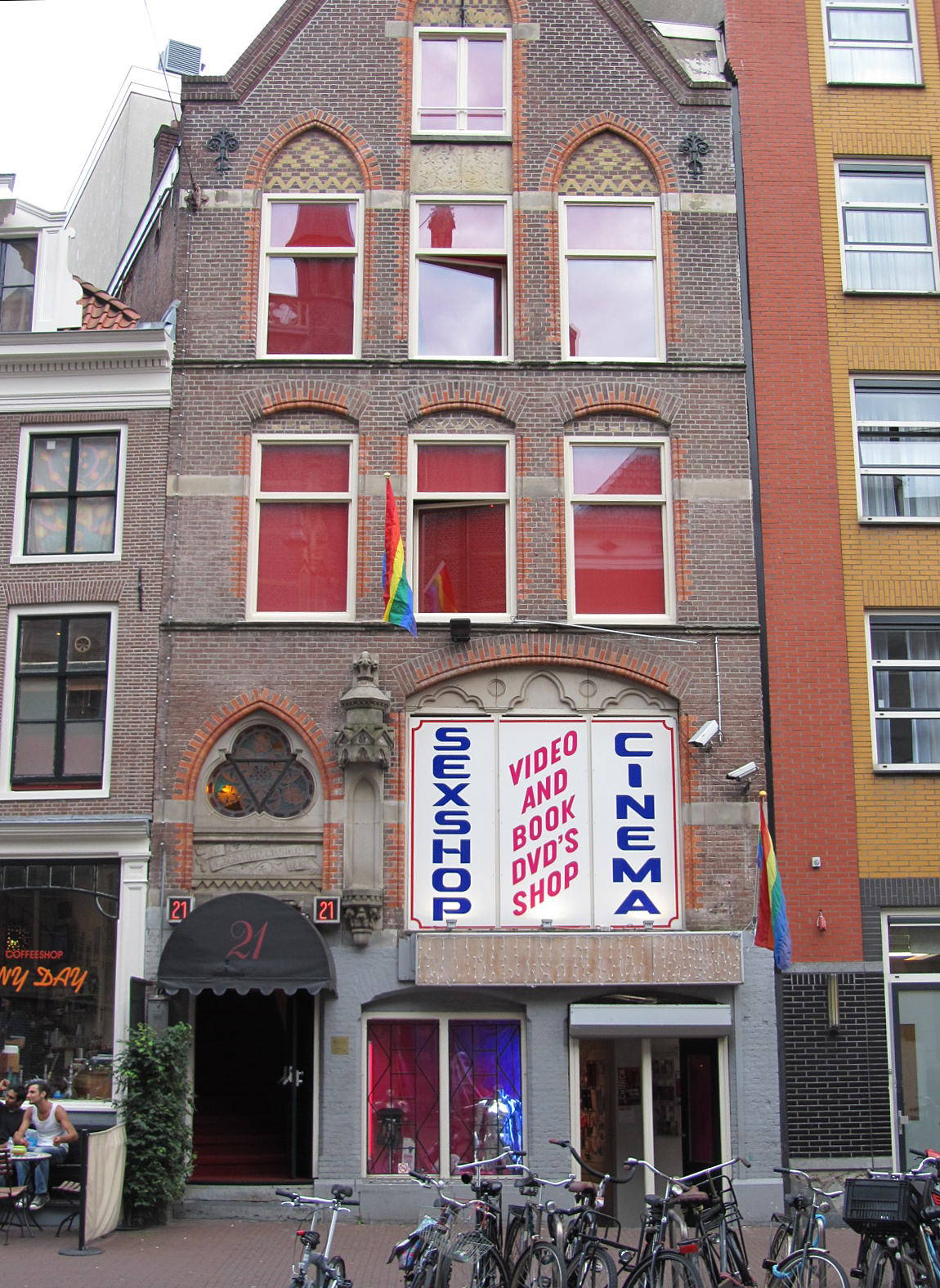
Schwules Bordell Boysclub21 in Amsterdam, 2012

Schwule Bordelle sind vergleichsweise selten. Für 1994 wurden beispielsweise für London zwar zwischen 15 und 20 Adressen angegeben, an denen sexuelle Dienstleistungen von Männern vermittelt wurden, nur vier davon waren Bordelle. In den Niederlanden wurden mehrfach illegale schwule Bordelle geschlossen, es existiert ein legales Etablissement.
In der Schweiz musste 2010 das Golden Gay Spa & Wellness in Zürich wenige Monate nach Eröffnung seinen Bordellbetrieb mangels Nachfrage sowie negativer Auswirkungen auf das restliche Angebot wieder einstellen. 2013 wurde in Leverkusen innerhalb kurzer Zeit einem „House of Boys“ von der Stadt die Betriebserlaubnis entzogen.
Aktuelle Studien beschreiben ein heterogenes Bild der einschlägigen Etablissements in Deutschland. Fink behandelt bordellähnliche Betriebe im Kontext männlicher Prostitution kaum und charakterisiert sie mit einer „mehr oder weniger strengen Selbst- oder Verhaltensdisziplin“ für die dort arbeitenden Prostituierten. Dadurch sind sie für Stricher wenig attraktiv, die oft aus Notlagen heraus und unter prekären Bedingungen arbeiten.
Schönnagel beschreibt im Kontext der Kneipenprostitution die Verwendung von Begriffen wie „Milieu“, „Szene“, „Treffpunkt“,„Kneipe“ oder „Laden“, während  „Stricherlokal“, „Puff“ oder „Boypuff“ zwar abgelehnt, aber dennoch gelegentlich verwendet wurden. Ebenso beschreibt er fließende Übergänge zum Bordellbetrieb, rechnet sie aber der Kneipenprostitution zu. So existieren Lokale ohne sowie mit nutzbaren separaten Räumlichkeiten, weiterhin solche mit Nebenräumen, die der Kontaktvermittlung dienen,  aber anschließend nahegelegene Pensionen aufgesucht werden.
Die wenigen schwulen Bordelle in Deutschland agieren in der Regel als Escort-Agentur mit selbst bewirtschafteten Räumlichkeiten.  

## Bordelle für weibliche Kundschaft
Als weitere Form eines „Männerbordells“ können Bordelle mit männlichen Dienstleistern gelten, die sich an Frauen wenden. Nachdem männliche Prostitution mit einer weiblichen Zielgruppe eine vergleichsweise kleine Nische ist, sind die Versuche in der Regel Publicitystunts. 2009 gab die US-amerikanische Prostituierte Heidi Fleiss die Pläne für ihre „Stud Farm“ in Nevada auf, trotz zahlreicher Bewerber. Ähnlich erfolglos verlief ein Versuch, in Neuseeland ein Männerbordell zu eröffnen und die Vorarbeit als Reality-Show auszustrahlen.
2013 forderten türkische Prostitutionsgegnerinnen die Eröffnung eines Bordells für Frauen in der Türkei, nachdem die legalen Bordelle unter staatlicher Aufsicht stünden und dies mit dem Bedürfnis der Männer nach Sex begründet sei.